# Westport (Nowa Szkocja)
Westport (do 1839 Brier Island Settlement) – wieś (village) w kanadyjskiej prowincji Nowa Szkocja, w hrabstwie Digby, na wyspie Brier Island, nad cieśniną Grand Passage, miejscowość spisowa (designated place). Według spisu powszechnego z 2016 obszar miejscowości spisowej to: 11,70 km², a zamieszkiwało wówczas ten obszar 218 osób (gęstość zaludnienia 18,6 os./km²).
Miejscowość, która pierwotnie nosiła miano Brier Island Settlement ze względu na położenie geograficzne, w 1839 przyjęła współcześnie używaną nazwę, w tym samym roku uruchomiono urząd pocztowy.